# Šventoji
Šventoji (en letón: Sventāja, en alemán:  Heiligen Aa) es una pequeña población turística situada en la costa del mar Báltico, en Lituania. La ciudad está localizada a 12 km al norte de Palanga, a la que pertenece administrativamente, cerca de la frontera con Letonia. Más lejos se encuentra la ciudad de Būtingė, donde se encuentra una terminal de extracción de petróleo. El río Šventoji atraviesa la ciudad y desemboca en el mar Báltico.

## Historia
Šventoji es un importante enclave arqueológico gracias a los recientes hallazgos de algunos restos de la cultura Báltica del 3000 a. C.. Uno de los descubrimientos más importantes fue una vara en forma de alce hembra. La ciudad fue un antiguo pueblo de pescadores que actualmente se ha convertido en un importante enclave turístico de la costa Báltica. La ciudad siempre luchó por desarrollar un puerto lo suficientemente importante como para estar a la altura de Klaipėda y Liepāja. Un puerto más amplio fue construido en la segunda mitad del siglo XVII, gracias al arrendamiento de mercaderes ingleses en 1679. En 1701 el puerto fue destruido durante la Gran Guerra del Norte (enfrentamiento que confrontó a Rusia, Dinamarca, Suecia y Polonia, entre otros países). Durante el Imperio Ruso (1795 - 1915) el puerto fue abandonado a una situación de dejadez y comenzó a rehabilitarse a partir de 1921, cuando la ciudad pasó a pertenecer a Lituania. Dos muelles fueron construidos (que siguen en pie hasta ahora) pero frecuentemente eran cubiertos con arena. Así el proyecto de un gran puerto nunca se llevó a cabo.